# Nación del Islam
La Nación del Islam (en inglés: Nation of Islam, NOI) es una organización religiosa y sociopolítica fundada en 1930 en los Estados Unidos por Wallace Fard Muhammad, con el fin de resucitar la conciencia espiritual, mental, social y económica de la población afroestadounidense y del resto del mundo dentro de los preceptos del islam.
Desde 1934, tras la muerte de Fard Muhammad, hasta 1975, la Nación del Islam fue dirigida por Elijah Muhammad. Al morir Elijah, la organización se escindió en dos facciones, una de las cuales se acercó al islam suní convencional, y otra que prefirió seguir con las heterodoxas creencias de la Nación. Actualmente Louis Farrakhan es el líder de la reconstituida Nación del Islam. El Centro Nacional de la Nación del Islam y su sede central se encuentran en la Mezquita Maryam de Chicago, en el Estado de Illinois.

## Creencias
Las creencias y la teología de la Nación del Islam se diferencian radicalmente del Islam tradicional, especialmente por su concepto politeísta de Alá. La Nación del Islam considera que existen diversos seres que alcanzan el estatus de Dios (aunque nunca al mismo tiempo). Según la Nación del Islam, el universo se creó hace 66 trillones de años (lo que contradice las teorías científicas que consideran que el universo tiene 14 000 millones de años), época en la que surgió de la nada el primer Alá, un hombre negro. El primer Alá falleció, pero legó el Consejo de Veinticuatro, conformado por 24 sabios o científicos negros, presididos por un Alá o Dios particular. Estos científicos definen la historia del mundo con 25 000 años de antelación. 
Otra teoría que difiere radicalmente del Islam es que los negros son superiores a las demás razas (el Islam tradicional establece la igualdad de todas las razas), y que la raza blanca fue creada artificialmente por un científico malvado llamado Yakub (el bíblico Jacob, padre de las doce tribus de Israel), quien creó una raza de personas blancas para que dominaran el mundo durante 6000 años. Los blancos (incluyendo a los judíos) son interpretados como seres demoníacos, como «diablos de ojos azules». La Nación del Islam también considera que Wallace Fard Muhammad es la última encarnación de Alá y que no murió, sino que fue trasladado a una nave espacial (la carroza que se llevó al cielo a Elías y que fue vista por Eliseo).
La Nación del Islam también predica un profundo antisionismo, que a menudo ha llevado a que se les acuse de rozar el antisemitismo, culpando a los sionistas del comercio de esclavos. Estas posiciones radicales han ocasionado que el grupo haya sido catalogado dentro de la ultraderecha afroamericana de los Estados Unidos.
Entre los miembros más destacados de la Nación del Islam, aunque después se distanciaron de la organización, se encontraban el activista afroamericano Malcolm X, asesinado en 1965, o el famoso boxeador Muhammad Ali.

## Historia

### Trasfondo

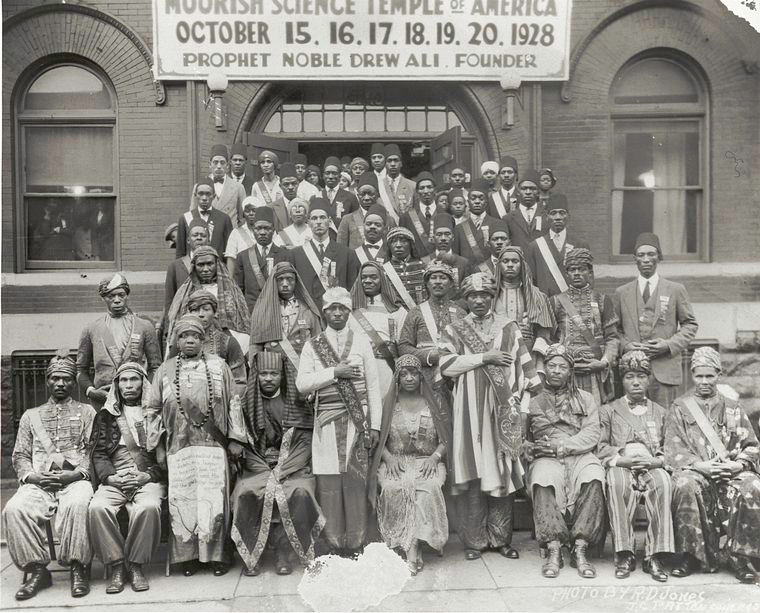
La organización Moorish Science Temple of America, cuyos miembros aparecen fotografiados en esta imagen de 1928, fue una influencia clave para la Nación del Islam.

El Islam ha tenido presencia en América del Norte desde antes de la formación de los Estados Unidos. Entre las primeras expediciones españolas que exploraron el continente se encontraban algunos musulmanes africanos, y también se encontraban algunos musulmanes entre las muchas personas esclavizadas que fueron transportadas en el comercio atlántico de esclavos. Se estima que, durante la Revolución de las Trece Colonias entre 1765 y 1783, aproximadamente un 15 % de los esclavos africanos y afroamericanos en los nacientes EE. UU. eran musulmanes. Pese a que probablemente el Islam desapareció en la comunidad afroamericana en las subsiguientes generaciones, la noción de que el Islam era una religión asociada a los afroamericanos probó ser de influencia durante el llamado renacimiento negro musulmán (Black Muslim revival) de principios del siglo XX.
La teología temprana de la Nación del Islam bebía de varias fuentes, incluyendo formas antiguas de nacionalismo negro, el pensamiento de Marcus Garvey, el Moorish Science Temple of America, los Testigos de Jehová y la Francmasonería Negra (Black Freemasonry). La Nación estaba significativamente influida por Marcus Garvey, un nacionalista negro nacido en la colonia británica de Jamaica (actual Jamaica) que vivió en los EE. UU. entre 1916 y 1927 y que formó la organización conocida como UNIA; el nacionalismo económico de Garvey, que llamaba a la autosuficiencia económica y el emprendimiento de los afroamericanos, fue una influencia particular. El Moorish Science Temple, una organización que también promovía una religión idiosincrática descrita en sus enseñanzas como Islam, también tuvo una influencia clave en la Nación. Esta organización fue fundada por Noble Drew Ali, un ciudadano afroestadounidense oriundo de Carolina del Norte, en la ciudad de Newark (Nueva Jersey), en 1913. Drew Ali afirmaba ser la reencarnación tanto de Jesucristo como del profeta Mahoma, y mantenía que los afroamericanos debían referirse a sí mismos como "moros americanos" (Moorish Americans), reflejando lo que él creía como sus conexiones con los moros musulmanes del norte de África. La Nación del Islam emergió en el contexto de la década de 1930, cuando un gran número de afroamericanos migraron desde los Estados sureños a las ciudades del norte.

### Wallace Fard Muhammad
La Nación del Islam fue fundada por Wallace Fard Muhammad, quien apareció en Detroit en julio de 1930, cuando comenzó a predicar sus ideas entre la comunidad afroamericana de la ciudad. Fard Muhammad afirmaba ser un árabe de La Meca que había llegado a los Estados Unidos como misionero entre el pueblo afroamericano, a quienes se refirió como la "Nación del Islam", para hacerles regresar a su fe original. La Nación ha defendido desde entonces que Fard Muhammad nació en La Meca el 26 de febrero de 1877, siendo hijo de un padre negro y una madre blanca; para ellos, él fue una encarnación de Alá. Fuera de la Nación, sin embargo, se han propuesto varias teorías sobre la verdadera identidad de Fard Muhammad. El FBI apuntó más tarde que las huellas dactilares de Fard Muhammad coincidían con las de Wallie D. Ford, un hombre blanco con antecedentes penales y que habría cumplido una condena de 3 años de cárcel en la Prisión Estatal de San Quintín (California) por delitos de drogas. Ford fue puesto en libertad en mayo de 1929, un año antes de la aparición de Fard Muhammad. La Nación del Islam rechazó la identificación de Fard Muhammad con Ford, afirmando que el FBI falsificó la prueba de las huellas dactilares. Otra alegación es que Fard fue anteriormente miembro del Moorish Science Temple of America bajo el nombre de David Ford-El, y que trató de hacerse con el liderazgo autoproclamándose como la encarnación del fundador Noble Drew Ali, pero fracasó.
El número de seguidores de Fard Muhammad creció rápidamente. Entre 7000 y 8000 personas asistían a sus mítines, que se celebraban tres días a la semana. Escribió dos manuales, titulados The Secret Ritual of the Nation of Islam ("El Ritual Secreto de la Nación del Islam") y Teaching for the Lost Found Nation of Islam in a Mathematical Way ("Enseñanza para la Nación Perdida y Encontrada del Islam en una Forma Matemática"). También instó a sus seguidores a escuchar los sermones radiofónicos de la "Watch Tower Society" y los fundamentalistas baptistas. Estableció una administración burocrática dentro de la Nación, su propio sistema de escuelas, y el ala paramilitar conocida como Fruit Of Islam (FOI).
En 1931, un hombre afroamericano llamado Elijah Poole se convirtió en discípulo de Fard Muhammad. Poole nació en el seno de una familia pobre de la sureña Georgia en 1897; su padre era aparcero y predicador baptista. En 1923, Poole y su esposa Clara se tralsadaron a Detroit, donde se asentaron en el gueto negro de Paradise Valley. Allí, Poole ingresó en la UNIA de Garvey, y trabajó en diversas fábricas hasta que se quedó desempleado como consecuencia de la Gran Depresión. Al unirse a la Nación del Islam, Fard Muhammad le dio a Poole el nuevo nombre de Elijah Karriem.
En 1932, el Departamento de Policía de Detroit arrestó a un miembro de la Nación del Islam acusado de un asesinato que afirmaban que se trataba de un sacrificio humano. Esto llevó a la prensa a elaborar titulares que a menudo identificaban a la Nación como una "secta vudú". En el cénit de la polémica, la policía hizo una redada en el cuartel general de la Nación y detuvo a Fard Muhammad. Pronto fue puesto en libertad; el asesino fue declarado "mentalmente inestable". Tras este incidente, Fard Muhammad incrementó los poderes de Elijah Poole, declarándole como ministro Supremo de la Nación y renombrándole como Elijah Muhammad. En 1933, Elijah Muhammad estableció un nuevo templo en el South Side de Chicago. Fard Muhammad sería arrestado de nuevo en varias ocasiones; en septiembre de ese año fue detenido por conducta desordenada en Chicago, en lo que fue una de sus últimas actividades conocidas verificadas. En 1934, Fard Muhammad desapareció sin notificarlo a sus seguidores ni designar un sucesor.

### Liderazgo de Elijah Muhammad

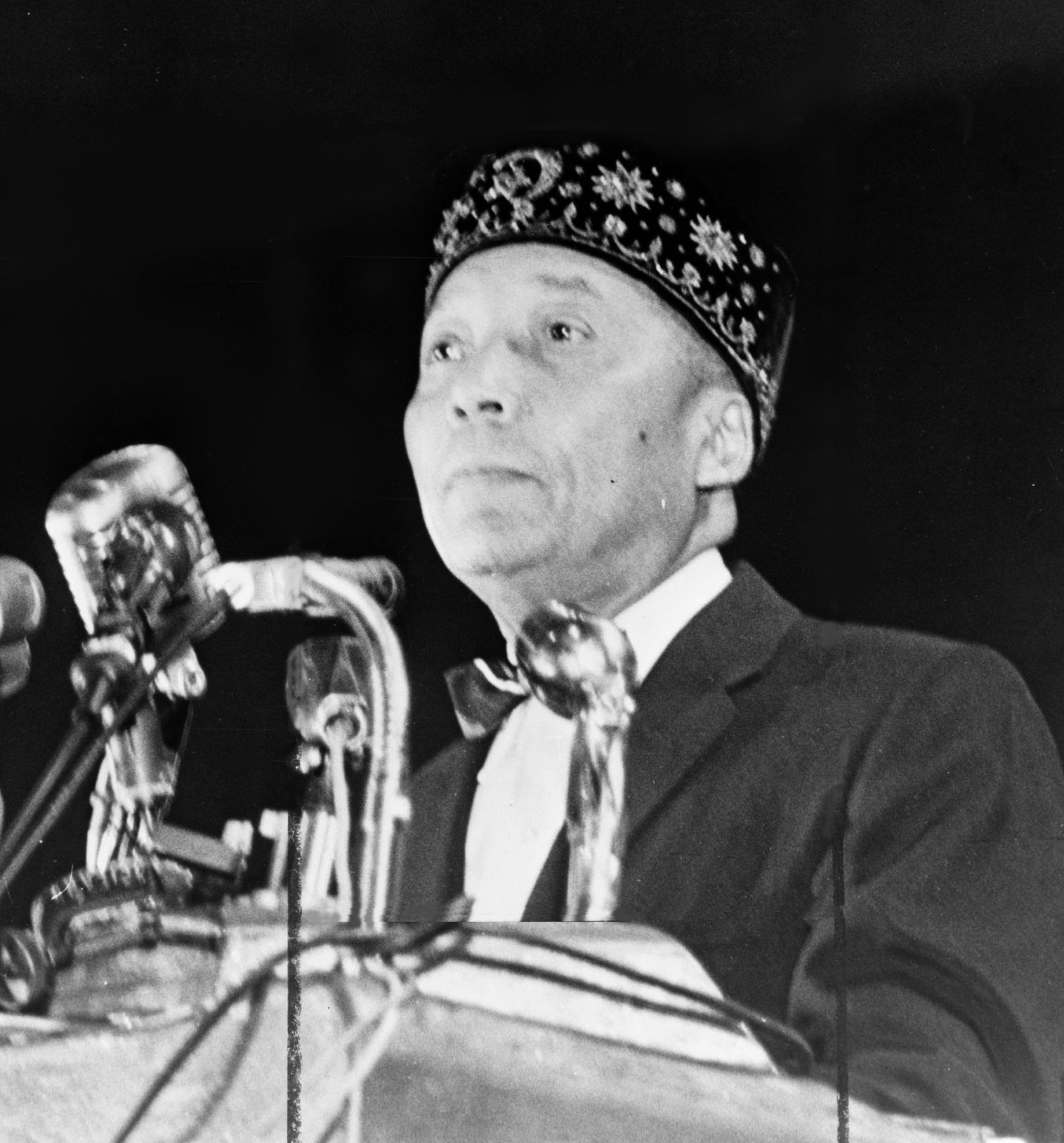
Elijah Muhammad fue el máximo líder de la Nación del Islam entre 1934 y 1975.

Tras la marcha de Fard Muhammad, Elijah Muhammad se convirtió en líder de la Nación. Fue entonces cuando afirmó que Fard Muhammad era Alá reencarnado y que había regresado a su propio reino, con Elijah Muhammad quedando en la Tierra como su mensajero. Su esposa Clara se cambió el nombre a Khadija Muhammad. Bajo el liderazgo de Elijah Muhammad, la sede central de la Nación del Islam fue trasladada a Chicago. Elijah Muhammad pasó los siguientes 7 años viajando alrededor de los EE. UU., principalmente por la Costa Este de los Estados Unidos, promoviendo su religión entre las comunidades afroamericanas.
Durante la Segunda Guerra Mundial, muchos miembros de la Nación rechazaron el reclutamiento obligatorio, por lo que el FBI comenzó a monitorear las actividades de la organización. Informantes del FBI reportaron que se expresaban sentimientos pro-japoneses en los mítines de la Nación. En septiembre de 1942, el FBI detuvo a 65 miembros de la Nación del Islam, incluyendo a Elijah Muhammad, quien fue encarcelado por negarse a registrarse para el reclutamiento. Fue liberado en agosto de 1946. Vivió en una villa apodada como "el Palacio" (the Palace) en el barrio de Hyde Park en Chicago, mientras que en invierno se trasladaba a un gran rancho en las afueras de la ciudad de Phoenix (Arizona). También llevó a cabo la peregrinación musulmana a La Meca o hajj en tres ocasiones: en 1959, en 1967 y en 1971.
En 1959 el FBI alentó a los medios de comunicación a atacar a la Nación del Islam, con la esperanza de desacreditarla. Fue en ese año cuando se emitió un documental sobre el grupo titulado "The Hate that Hate Produced". Las críticas de la prensa consiguieron el efecto contrario, dándole al grupo una atención significativa y ayudando al crecimiento de sus filas. La Nación del Islam se convirtió en un arquetipo para el movimiento de derechos civiles, que presentaba al grupo como la prueba del efecto dañino que las pobres relaciones entre razas habían tenido en los Estados Unidos. En 1963, un cisma en el Templo n.º7 de la Nación del Islam llevó a la creación de un nuevo grupo, conocido como Nación del 5%.

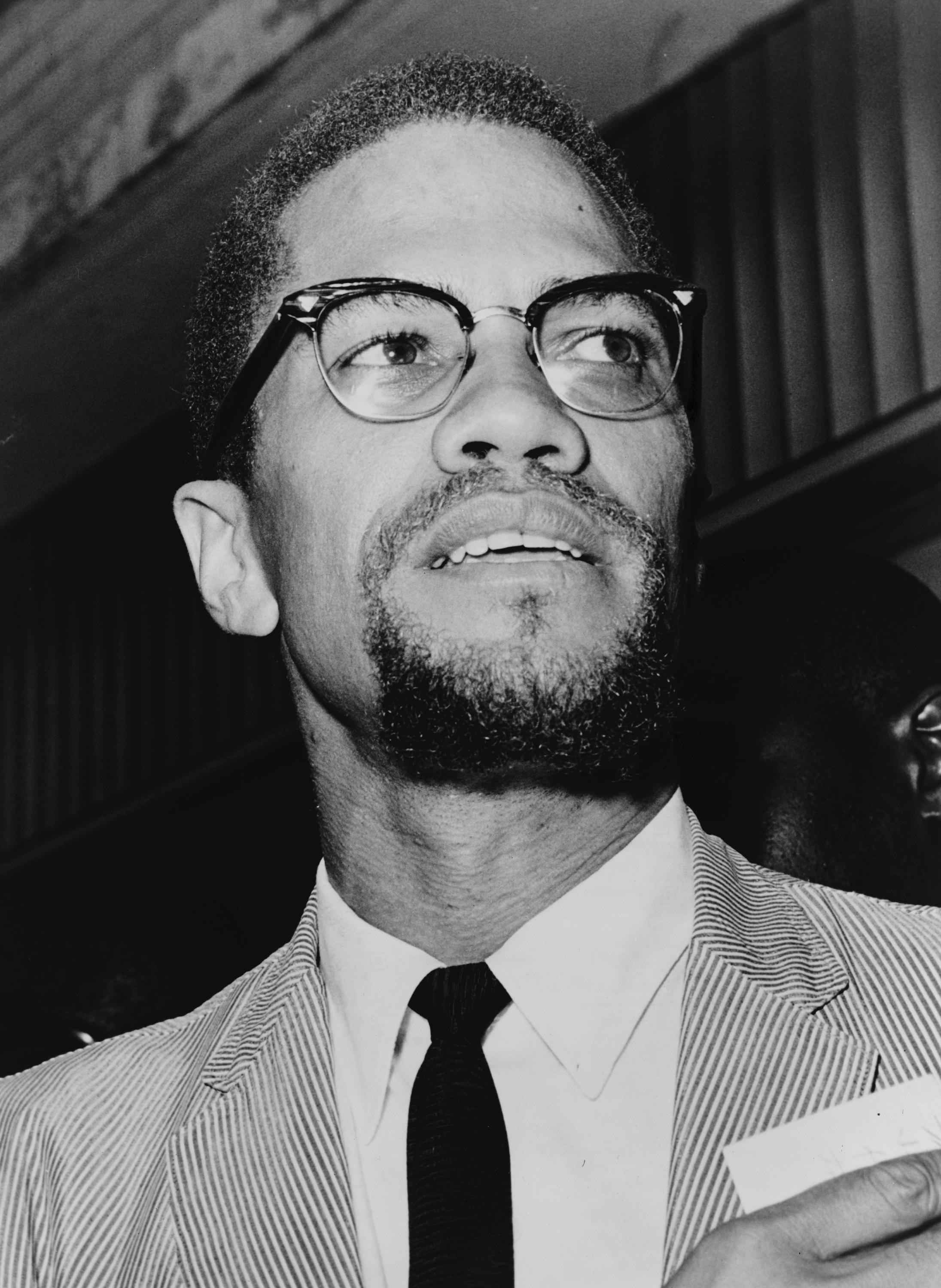
Malcolm X, uno de los más destacados activistas afroestadounidenses, fue un importante miembro de la Nación del Islam hasta su marcha en 1964.

Uno de los miembros más significativos y destacados de la Nación del Islam fue Malcolm X. Nacido como Malcolm Little, descubrió a la Nación durante su condena en prisión; a su salida de la cárcel en 1952 comenzó a ascender rápidamente en la jerarquía de la organización. En 1960 lanzó el periódico "Dr. Muhammad Speaks", que alcanzó una circulación de más de 600.000 ejemplares. En 1963 se convirtió en el primer Representante Nacional de la organización. Malcolm X realizó el hajj a La Meca, donde se encontró con musulmanes blancos, una experiencia que le haría distanciarse de su hostilidad total hacia las personas blancas. A la luz de estas experiencias, se adhirió al Islam suní convencional. Malcolm comenzó a denunciar las aventuras extramaritales de Elijah Muhammad y acusó a la Nación del Islam de hacer retroceder el potencial revolucionario de los afroamericanos. En febrero de 1965, Malcolm X es asesinado en Nueva York justo al comienzo de un discurso que iba a dar en el Audibon Ballroom de Manhattan. Al año siguiente, tres miembros de la Nación del Islam fueron condenados por su asesinato. Hubo cierta especulación entre la prensa sobre la complicidad en este asesinato de los líderes de la Nación del Islam, algo que sin duda perjudicó a la reputación del grupo.

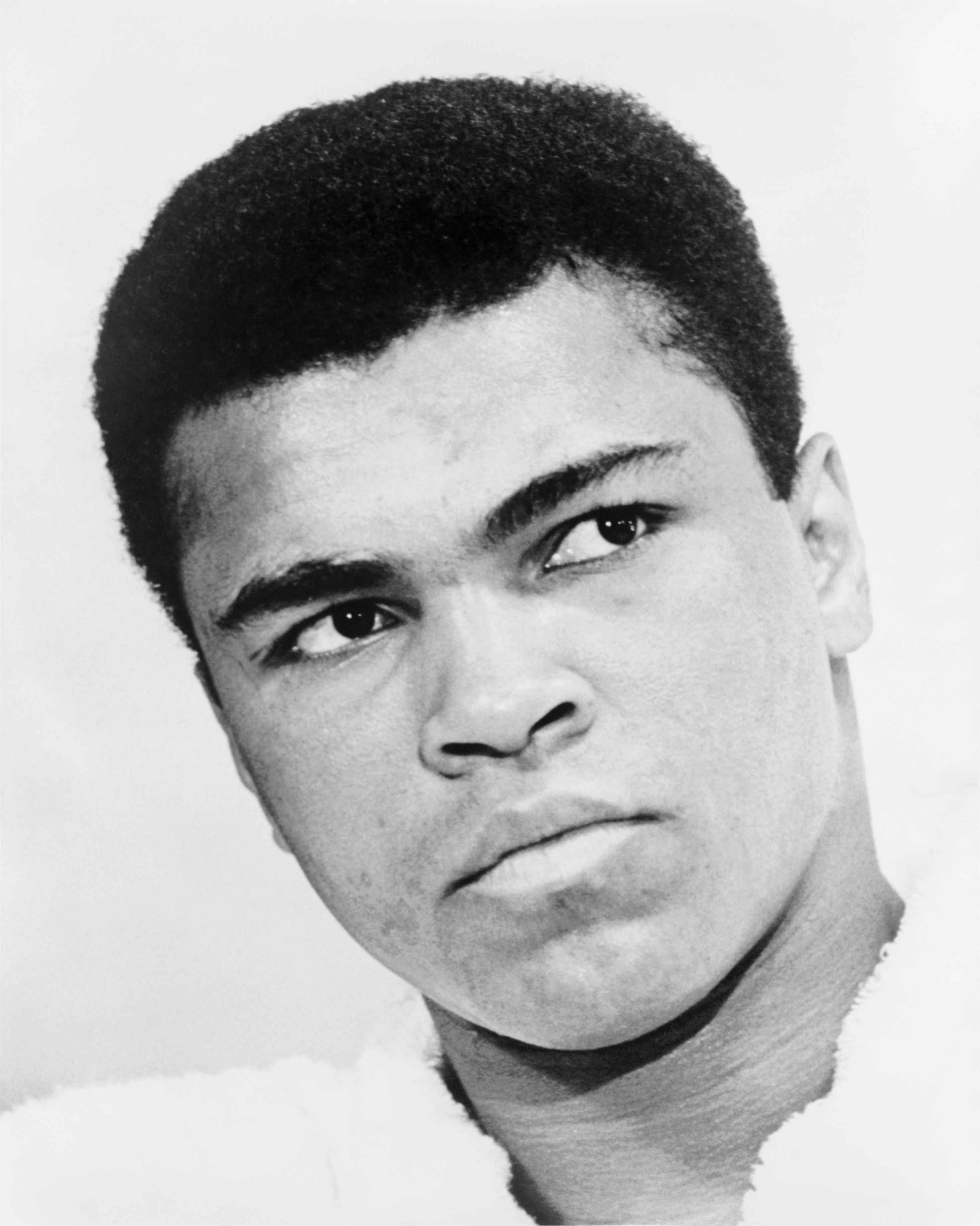
El boxeador Muhammad Ali fue otra destacada figura pública que formó parte de la Nación del Islam.

Otro prominente miembro de la Nación del Islam fue el boxeador Muhammad Ali. Nacido como Cassius Clay, conoció a la Nación en 1961 y reveló públicamente su membresía en 1964. Se enfrentó a duras críticas por parte de los medios debido a esto, y en 1967 fue inhabilitado de facto del boxeo profesional por negarse a luchar en la guerra de Vietnam. En 1972 la Nación del Islam compró la antigua Iglesia Ortodoxa Griega de San Constantino para transformarla en la Mezquita de Maryam y su nueva sede central, que se mantiene hasta la actualidad. Para 1974, la Nación del Islam contaba con templos y/o grupos de estudio en todos los estados de EE. UU. y en el distrito de Columbia. La Nación continuó enfrentándose a la oposición del FBI, que comenzó un nuevo proyecto de contrainteligencia para desestabilizar a la organización a finales de la década de 1960. Este proyecto incluía también el sembrar la discordia entre la Nación y el Partido Pantera Negra, alentando diversos incidentes en los que los Panteras Negras atacaron a los vendedores de periódicos de la Nación del Islam. La Nación también participó en conflictos recurrentes con otros grupos islámicos de membresía principalmente negra. Tuvieron disputas con el grupo hanafí de Hamaas Abdul Khaalis, y en 1973 un grupo de miembros de la Nación del Islam asesinó a 7 musulmanes hanafíes, 5 de los cuales eran menores de edad. La dirección de la Nación rechazó condenar este ataque.

### Wallace Muhammad y la transición al islam suní
En 1975 muere Elijah Muhammad y es sucedido por su hijo, Wallace Muhammad. Wallace Muhammad mantuvo una tensa relación con su padre y las enseñanzas de éste; mientras estuvo en prisión a principios de la década de 1960 se movió hacia el Islam suní y abandonó la Nación en varias ocasiones durante esa década y la década de 1970, reincorporándose en 1974. Como líder, Wallace Muhammad inició lo que él mismo llamó como la "Segunda Resurrección" del movimiento. Comenzó a alinear paulatinamente a la Nación con el sunismo, rechazando muchas de las enseñanzas idiosincráticas de la organización, incluyendo las afirmaciones de que Fard Muhammad era Alá, que Elijah Muhammad era un profeta, el Mito de Yakub, y las afirmaciones sobre la "Nave Nodriza". Mantuvo los preceptos de la Nación del Islam acerca del orgullo negro, las dietas saludables, la modestia sexual y la autodeterminación económica. Los "templos" fueron renombrados como "mezquitas", y sus "ministros" fueron renombrados como "imanes". Asimismo, se disolvió el Fruit Of Islam, que Wallace calificó como "disfraz hooligan". Se abandonó el nacionalismo negro, y en junio de 1975 se levantó el veto para que personas blancas se uniesen a la Nación.
En noviembre de 1976 la Nación del Islam fue renombrada como "Comunidad del Islam en Occidente" (Community of Islam in the West) y en abril de 1978 como "Misión Musulmana Estadounidense" (American Muslim Mission). Wallace Muhammad también se renombró a sí mismo, primero como Warith Deen y más tarde como Warithuddin Muhammad. Wallace Muhammad afirmaba que estos cambios se hicieron de acuerdo con las intenciones de su padre; afirmaba estar en contacto con Fard Muhammad, así como que el fundador estableció las creencias idiosincráticas de la Nación del Islam como medio de introducir gradualmente las enseñanzas islámicas a los afroamericanos, con la intención última de llevarles al islam suní convencional. Afirmó que la vieja idea de la Nación de que el hombre blanco era el Diablo se refería a la "blanquedad mental", un estado de rebelión contra Alá, en lugar de a las personas de piel pálida en sí. La mayoría de las mezquitas permanecieron con Wallace Muhammad durante estas reformas pero otras las rechazaron, buscando una vuelta a las enseñanzas originales del grupo; pequeños grupos escindidos aparecieron en Detroit, Atlanta y Baltimore. En 1986, Wallace Muhammad disolvió la organización, llamando a sus seguidores a incorporarse a sus mezquitas locales.

### Renacimiento de Louis Farrakhan

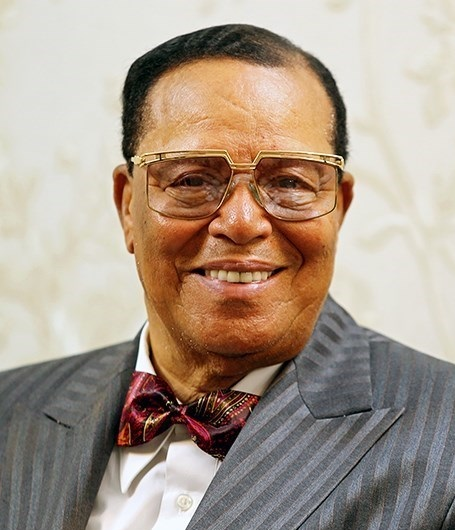
Louis Farrakhan encabezó la reconstitución de la Nación del Islam en 1977 y la ha dirigido hasta la actualidad.

La principal figura que rechazó las reformas de Wallace Muhammad fue Louis Farrakhan, quien junto a otros miembros desencantados comenzó a restablecer la Nación del Islam en 1977. Nacido en el Bronx con el nombre de Louis Eugene Wolcott en una familia procedente de las colonias británicas de Jamaica y San Cristóbal y Nieves, Farrakhan había sido cantante en clubes nocturnos antes de unirse a la Nación del Islam original en 1955. En 1964 se convirtió en ministro del Templo de la Nación en Harlem y en 1967 en Representante Nacional de Elijah Muhammad. Bajo el liderazgo de Wallace Muhammad, Farrakhan fue trasladado a Chicago en lo que fue ampliamente visto como una degradación de cargo.
Farrakhan se presentaba a sí mismo como el auténtico sucesor de Elijah Muhammad; sus seguidores describían el liderazgo de Wallace Muhammad como "la Caída" (the Fall). La Nación de Farrakhan pasó los primeros años de actividad concentrada en la reconstrucción; la FOI fue restablecida también. En 1979, Farrakhan fundó un periódico llamado "La Llamada Final" (The Final Call), que para 1994 contaba con una circulación de 500 000 ejemplares. En 1981, esta nueva Nación del Islam celebró su primera Convención, y su número de miembros comenzó a crecer rápidamente a mediados de la década de 1980. Así, la organización fue capaz de comprar gran parte de las propiedades de su predecesor, incluyendo la villa de Chicago donde residió Elijah Muhammad y la Mezquita de Maryam en Stoney Island.
Farrakhan afirmó que en 1985, estando en Tepotzotlán (México), fue teletransportado a bordo de la "Nave Nodriza" y que en ella se le dio consejo sobre el futuro de la Nación. Elementos masónicos y de la numerología pasaron a tener un papel importante en los discursos de Farrakhan. La Nación del Islam pasó entonces a expandir su red internacional, incluyendo el fomento de los lazos con África; se desarrollaron vínculos particularmente fuertes entre Farrakhan y Jerry Rawlings, quien fuera Presidente de Ghana. Bajo el liderazgo de Farrakhan, la Nación del Islam adoptó más elementos de la ortopraxia convencional islámica, aunque no hasta el punto de las reformas de Wallace Muhammad.
Pese a que Farrakhan era crítico con el uso excesivo de temas como el sexo, la violencia y las drogas en el rap y la música hip hop, durante la década de 1980 y la década de 1990 los artistas influenciados por la Nación del Islam y activos en esos géneros jugaron un papel en la difusión del mensaje de la organización. Farrakhan fue adquiriendo conciencia sobre el crecimiento de la violencia entre pandillas, especialmente entre jóvenes afroamericanos, y en 1989 lanzó su campaña "Stop the Killing" para combatir el fenómeno. Jugó un papel clave en conseguir que dos de las pandillas más grandes del país, los Bloods y los Crips, acordasen un alto el fuego en mayo de 1992. Farrakhan organizó la Marcha del millón de hombres en 1995, que unió a un amplio espectro de grupos afroamericanos para protestar en Washington D. C.; fue la mayor manifestación negra en toda la Historia de EE. UU.. 
En 2010, Farrakhan anunció su adhesión a la llamada dianética y alentó activamente a los miembros de la Nación del Islam a acercarse a la Iglesia de la Cienciología. Farrakhan alabó a L. Ron Hubbard, ideólogo de la dianética y fundador de la Cienciología, afirmando que sus ideas eran "excesivamente valiosas para cualquier persona caucásica de este planeta". Charlene Muhammad, una miembro de la Nación del Islam, recibió el premio "Dianetics Auditor of the Year" en 2018.

## Organización

### Liderazgo

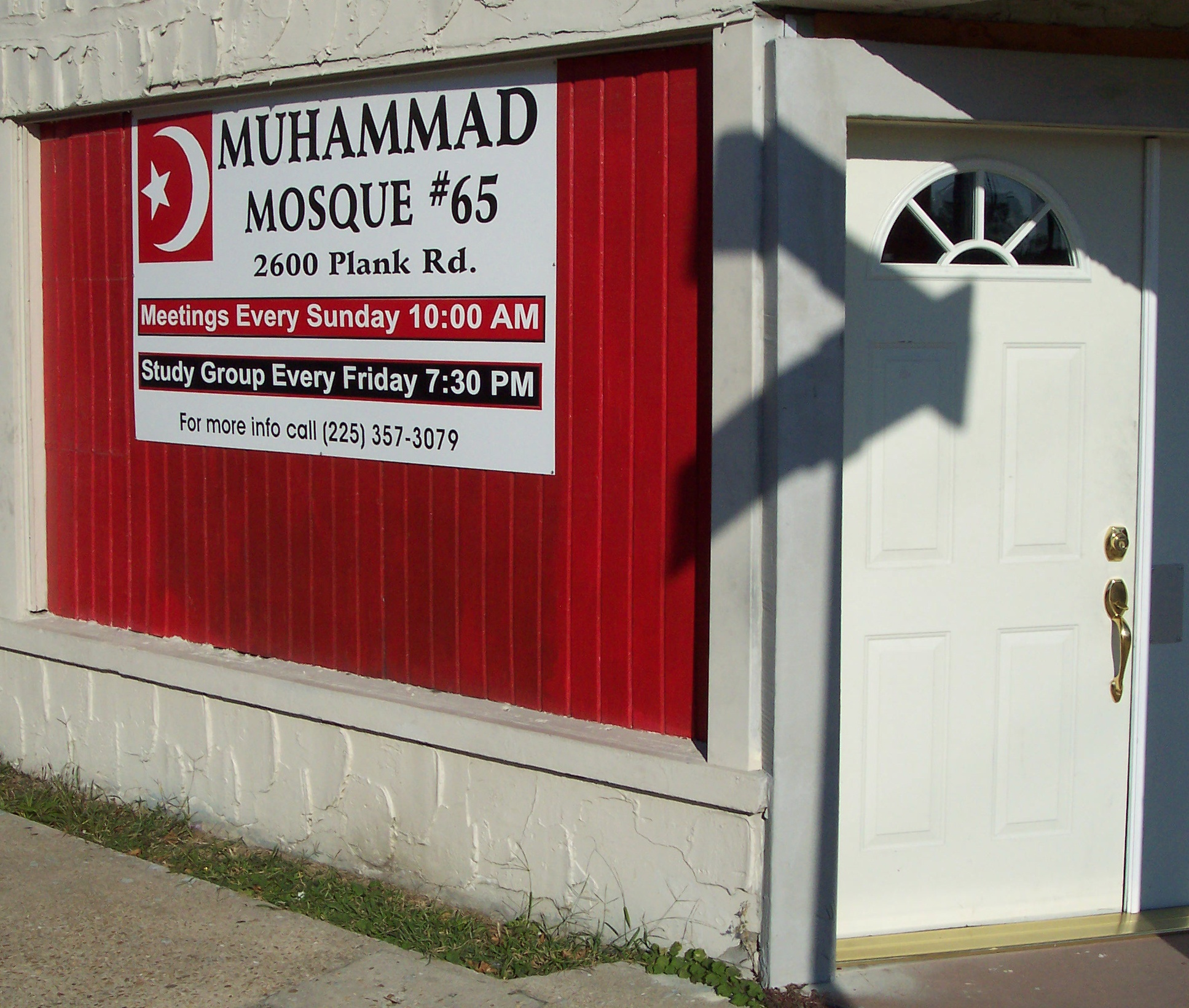
Mezquita de la Nación del Islam en Baton Rouge (Luisiana).

Los lazos familiares son un elemento importante en los rangos superiores de la Nación del Islam; por ejemplo, varios miembros de la familia de Elijah Muhammad se casaron con miembros de la familia de Louis Farrakhan.
Para 2020, la Nación del Islam consistía de 10 ministerios:
- Ministerio de Desarrollo Espiritual
- Ministerio de Agricultura
- Ministerio de Educación
- Ministerio de Información
- Ministerio de Comercio
- Ministerio de Defensa
- Ministerio de Justicia
- Ministerio de Artes y Cultura
- Ministerio de Ciencia y Tecnología.

También establecieron un ministerio en la sombra, como prototipo para la gobernanza del futuro Estado que aspira a liderar.

La Fruit of Islam (FOI) es un grupo de élite de hombres dentro de la Nación del Islam, con la tarea de adherirse a sus reglas de forma más estricta que otros miembros. Los miembros de la FOI son entrenados en protocolo militar, lucha libre, boxeo y judo. Se les asigna la responsabilidad de la seguridad de los templos. La Nación del Islam también estableció el Entrenamiento de Muchachas Musulmanas y la Clase de Civilización General para mujeres, enseñándoles habilidades domésticas.
La Nación del Islam afirma que sus finanzas proceden principalmente de donaciones y de sus propios negocios. Pese a que la Nación no desvela el monto total de sus recursos financieros, en la década de 1990 se estimaba que sus bienes ascendían a los 80 millones de dólares.

### Simpatías domésticas e internacionales
En la década de 1930 y la década de 1940, la Nación del Islam mantenía vínculos con Satokata Takahashi, un japonés dedicado a promover sentimientos pro-japoneses entre grupos afroamericanos. Takahashi vivía con un dirigente de la Nación durante un tiempo y también se casó con una antigua miembro. Elijah Muhammad declaró que Takahashi estaba enseñando a los afroamericanos que "los japoneses eran hermanos y amigos de los negros americanos".

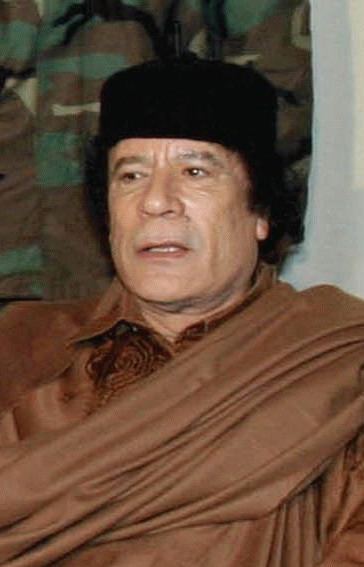
El líder libio Muammar el Gaddafi fue el mayor apoyo internacional con el que contó la Nación del Islam hasta 2011.

Bajo el liderazgo de Elijah Muhammad, la Nación del Islam estableció relaciones con varios países musulmanes, vistos como aliados estratégicos en su conflicto con el Gobierno estadounidense. En 1957, Malcolm X organizó una conferencia sobre el colonialismo a la que asistieron delegados de Egipto, Irak, Sudán y Marruecos, mientras que Elijah Muhammad se reunió con el presidente egipcio Gamal Abdel Nasser en 1959 y con el líder libio Muammar Gaddafi en 1972. Tras su toma del control, Farrakhan también persiguió vínculos con varios países de mayoría musulmana, visitando Ghana y Libia en 1985. Durante muchos años, Gaddafi fue el simpatizante internacional más prominente de la Nación del Islam y les ofreció asistencia en diversas formas. El Gobierno libio concedió a la Nación del Islam un préstamo sin intereses de 3 millones de dólares en 1972 para la compra de su sede en Chicago, y otro préstamo también sin intereses de 5 millones en 1985 para financiar su "programa de empresas negras". Más tarde ofreció a la Nación del Islam otro préstamo de 1000 millones de dólares, que fue bloqueado por el Gobierno estadounidense. En 1996, Farrakhan comenzó una gira por África y Oriente Medio, reuniéndose con líderes como Gaddafi, el ghanés Jerry Rawlings, el nigeriano Sani Abacha, Nelson Mandela (ya como Presidente de Sudáfrica) o Saddam Hussein. En esa gira, también asistió a las celebraciones anuales por la Revolución Islámica en Teherán; Farrakhan visitó de nuevo Irán en 2018.
Como hiciese la UNIA de Garvey en el pasado, la Nación del Islam también ha construido vínculos con grupos supremacistas blancos y ultraderechistas sobre la base de su creencia compartida en el separatismo racial. Malcolm X desveló que la Nación había mantenido reuniones con representantes del Ku Klux Klan (KKK) y el Partido Nazi Estadounidense de George Lincoln Rockwell. El propio Lincoln Rockwell asistió a una marcha de la Nación del Islam celebrada en 1961 en Washington D. C. y participó como orador en la festividad anual de la Nación del Islam en Chicago al año siguiente. Los vínculos con la ultraderecha blanca continuaron bajo el liderazgo de Farrakhan, con el neonazi Tom Metzger donando dinero a la Nación del Islam en 1985 y expresando aprobación de sus metas separatistas. Durante la década de 1980, la Nación también tuvo una relación de apoyo con el National Front británico en aras de un frente unido contra la sociedad multirracial. Durante la década de 1990, la Nación colaboró con miembros del movimiento de Lyndon LaRouche, tildado de ultraderechista, como parte de su oposición compartida a la primera guerra del Golfo. Estos vínculos no previnieron la oposición de parte de la ultraderecha a la Nación del Islam; en 1993 se desarticuló un grupo neonazi que tenía planes para asesinar a Louis Farrakhan.

### Prensa y medios de comunicación
Desde sus primeros días de existencia, la Nación del Islam ha usado la prensa escrita para promover sus ideas, incluyendo las publicaciones Muhammad Speaks (1961-1975) y The Final Call. La primera incluía contribuciones no solamente de miembros de la Nación, sino también de escritores izquierdistas y progresistas en la comunidad afroamericana. Los miembros eran alentados a vender estas publicaciones en las esquinas de las calles o puerta a puerta en áreas de mayoría afroamericana. La Nación también cuenta con páginas web y con presencia a través de muchas plataformas de redes sociales.
La Nación del Islam cuenta con algunos vídeos titulados "Conspiración de los Banqueros Internacionales", "Conspiración del Gobierno de los EEUU", "Controversia con Judíos", y "¿Qué Bandera Elegirías, la Bandera del Islam o la Bandera de Estados Unidos?". En un vídeo se dice que Farrakhan afirma: "Estoy cansado de deciros que las preciosas vidas que se perdieron en el World Trade Center fueron una tapadera, una tapadera para una guerra que fue planeada para construir un oleoducto en Afganistán y traer petróleo de esa región, petróleo propiedad de Unocal, empresa en la cual Dick Cheney es accionista".

## Conversión y demografía

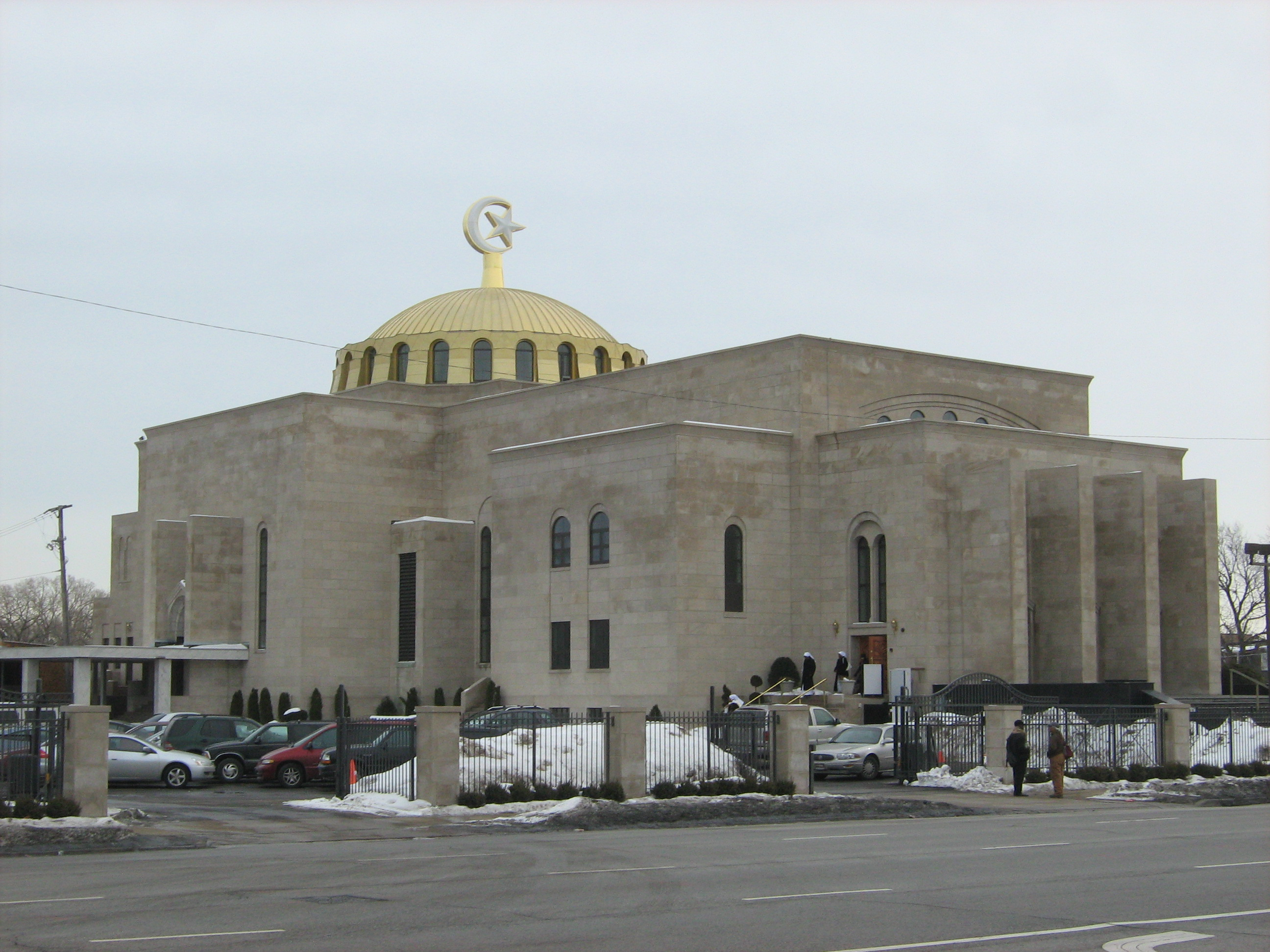
La Mezquita de Maryam en Chicago, además de lugar de culto, es la sede central de la Nación del Islam.

Desde sus primeros años, la Nación del Islam ha tratado de reclutar a afroamericanos cristianos desencantados; este proceso de buscar a conversos es acuñado como "pescar para los muertos" (fishing for the dead). Para este fin, la Nación celebra de forma regular encuentros abiertos, manifestaciones masivas, conferencias callejeras y actos en prisiones. Los "hermanos" jóvenes buscan a nuevos reclutas en "cárceles, salones de billar y barberías, campus universitarios y las esquinas de las calles". También utilizan libros de Elijah Muhammad, emisiones de radio y discursos grabados para promover su mensaje.
Los esfuerzos de reclutamiento del grupo han demostrado ser particularmente efectivos entre criminales encarcelados y drogadictos; muchos de sus miembros, incluido Malcolm X, fueron reclutados en prisión. Farrakhan se hizo con el control del Ministerio de Prisiones de la Nación en la década de 1980 en respuesta a los crecientes encarcelamientos de jóvenes negros durante la presidencia de Ronald Reagan; algunos miembros encarcelados han asegurado haber experimentado un trato discriminatorio por parte de las autoridades penitenciarias debido a su religión. Centrándose en su atención sobre las prisiones, y entre la juventud urbana y pobre, la Nación del Islam opera en áreas donde las iglesias cristianas negras no tienen una fuerte presencia. La disponibilidad de material de la Nación del Islam en las prisiones ha despertado preocupación en el Gobierno estadounidenses, con Peter King o Frank Wolf expresando su inquietud sobre el papel potencial en la radicalización de los internos.
La Nación del Islam se originó como un movimiento principalmente de clase baja aunque en el transcurso del siglo XX se ha ido volviendo paulatinamente de clase media. Gardell sugiere que esto fue debido parcialmente al enfoque de la Nación en el trabajo duro y una rígida moral, lo que ayudó a mejorar la situación económica de sus miembros, hecho que fue de la mano con el mayor crecimiento de la clase media afroamericana en este período. También creía que el cambio de su composición de clase, así como una actitud menos hostil hacia la sociedad estadounidense dominada por los blancos, contribuyó al movimiento hacia el Islam suní capitaneado por Wallace Muhammad en la década de 1970.
Antes de 1975, solo un pequeño número de hispanos y nativos americanos eran miembros de la Nación del Islam, sin embargo, bajo el liderazgo de Louis Farrakhan la Nación ha puesto grandes esfuerzos en el reclutamiento entre estos grupos. El número de latinos en la Nación del Islam es desconocido, aunque su presencia en el grupo es mucho mayor bajo Farrakhan que durante el liderazgo de Elijah Muhammad. No todos los miembros siguen las creencias de la Nación una por una, y hay informes de miembros que de forma privada rompen las reglas de la Nación, como escuchar música jazz o fumar cannabis.
La Nación del Islam no hace público su número de miembros. Una estimación de 1963 sugería que contaban entonces con entre 50 000 y 250 000 miembros, o entre 1200 y 50 000 o 75 000 miembros. En 2007, el estudioso de las religiones Lawrence A. Mamiya sugirió que la Nación del Islam contaba con alrededor de 50 000 miembros.